# Definitio
En retórica, la definitio, dentro de las figuras literarias, es una de las figuras de definición. Consiste en relacionar las características esenciales de un concepto partiendo de la especificación de este (en el caso en que se elude la expresión del concepto, se tiene un caso de perífrasis).
Ejemplo: «La misericordia es virtud muchas veces coronada, es merced enternecida, es un amor materno; la más amartelada diligencia para el perdón...» (Francisco de Quevedo).
- Datos: Q5801416